# Môn phái Utagawa

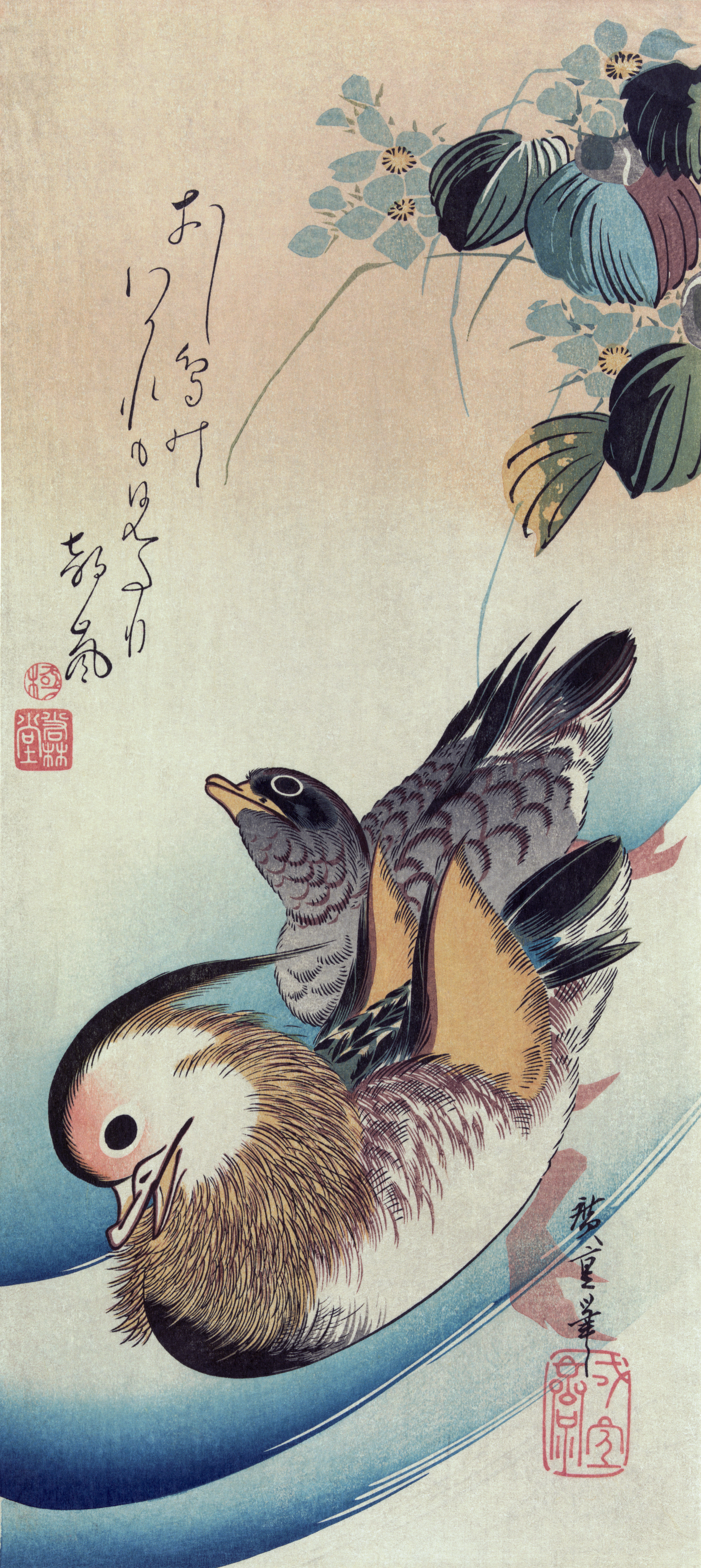
Tranh "Chim uyên ương" được vẽ bởi Hiroshige, được phục hồi bằng kỹ thuật số.

Môn phái Utagawa (歌川派) là một trong những trường phái chính của ukiyo-e do Utagawa Toyoharu thành lập, và đồng thời cũng là môn phái ukiyo-e lớn nhất tại thời kỳ đó. Bao gồm các thể loại chính là bijin-ga và uki-e (tranh phối cảnh). Sau khi Toyoharu qua đời, học trò của ông là Toyokuni I đã tiếp quản sau Toyoharu qua đời và dẫn dắt nhóm trở thành trường in mộc bản nổi tiếng và quyền lực nhất trong suốt phần còn lại của thế kỷ 19.
Hiroshige, Kunisada, Kuniyoshi và Yoshitoshi là những học trò tiêu biểu của Utagawa. Môn phái trở nên thành công và nổi tiếng đến mức hơn một nửa số bản in ukiyo-e còn sót lại đến ngày nay đều xuất phát từ đây.
Người sáng lập Toyoharu xuất phát từ một họa sĩ của Trường Kano ở Kyoto. Ông chuyển đến Edo và vào năm 1768 và lấy tên nghê danh (gō) là Toyoharu. Phong cách của ông nổi bật với việc áp dụng sâu sắc kỹ thuật phối cảnh theo phong cách phương Tây, điều này được coi là một sự đổi mới trong giới nghệ thuật Nhật Bản. Những người theo học ông như Utagawa Toyohiro và Utagawa Toyokuni càng áp dụng những phong cách táo bạo, gợi cảm hơn Toyoharu và chuyên về các thể loại khác nhau — Toyohiro với tranh phong cảnh và Toyokuni với tranh nghệ sĩ kịch kabuki. Các nghệ sĩ sau này của trường cũng chuyên về nhiều thể loại đa dạng khác như tranh in chiến binh hay về những giai thoại trong truyền thuyết.

## Truyền thống kế thừa nghệ danh Utagawa
Đây là một phong tục truyền thống của Nhật Bản, những người học việc có nhiều thành công sau này sẽ được kế thừa tên của người đã từng chỉ dạy họ. Trong trường Utagawa chính thống, có một hệ thống phân cấp các gō (nghệ danh) từ cao cấp nhất đến cơ sở. Khi mỗi người cao cấp qua đời, những người khác sẽ tiến lên một bậc.
Người đứng đầu trường thường sử dụng gō (và ký tên vào tác phẩm của bản thân) là Toyokuni. Như khi Kunisada I lên nhậm chức đứng đầu (c 1842.), ông bắt đầu ký Toyokuni, và thành viên cấp kế sau là Kochoro (Kunisada I từng sử dụng cái tên này, nhưng không phải một gō) sẽ bắt đầu dùng Kunisada (hay trong trường hợp này là Kunisada II).
Thành viên đứng đầu lớp tiếp sau nữa, bắt đầu ký tên là Kunimasa (hay trong trường hợp này làKunimasa IV), vốn từng là gō của Kochoro trước khi ông trở thành Kunisada II. (Kunimasa I từng là học trò của Toyokuni I)
Sau đây là danh sách một số thành viên của trường Utagawa chính thống, cùng các nghệ danh được kế thừa và đánh số kèm theo:
- Toyokuni (I)
- Toyoshige -> Toyokuni (II)
- Kunisada (I) -> Toyokuni (III)
- Kochoro -> Kunimasa (III) -> Kunisada (II) -> Toyokuni (IV)
- Kochoro (II) -> Kunimasa (IV) -> Kunisada (III) -> Toyokuni (V)

Xem thêm danh sách mở rộng tại đây.

## Hai Toyokuni II khác nhau
Trên thực tế, có một nhầm lẫn về hai nghệ sĩ, tuy là hai người khác nhau nhưng thường lấy tên chung là Toyokuni II; điều tương tự cũng tiếp tục xảy ra đối với các nghệ sĩ "Toyokuni" sau này.
Toyokuni II đầu tiên là Toyoshige, một cậu học trò tầm thường và là con rể của Toyokuni I, người sau này sẽ lên nắm vị trí đứng đầu trường Utagawa sau khi Toyokuni I qua đời.
Kunisada I (Toyokuni III) dường như coi thường Toyoshige, và từ chối thừa nhận ông là người đứng đầu trường Utagawa. Nguyên nhân bắt nguồn từ việc, với tư cách một học trò xuất sắc nhất, Kunisada I cảm thấy mình mới là người xứng đáng kế thừa tên từ sư phụ, và đồng thời cũng rất tức tối với Toyoshige, người mà rõ ràng đạt được vị trí này nhờ mối quan hệ gia đình.
Khi Kunisada I thừa hưởng nghệ danh Toyokuni (khoảng năm 1842), ông đã loại bỏ thành công Toyokuni II ra khỏi lịch sử ngôi trường và sử dụng cái tên Toyokuni II trong một khoảng thời gian. Tuy nhiên vào hiện tại, ông đã được đánh số là Toyokuni III. Do vậy mà một số bản họa mang chữ ký Toyokuni II sẽ được hiểu tác giả là Toyokuni III.
Việc đánh số cứ tiếp diễn như vậy, như khi Kochoro trở thành người đứng đầu trường Utagawa, ông cũng đã ký tên là Toyokuni III, mặc dù đáng ra phải là Toyokuni đệ tứ. Tương tự như vậy, Kochoro II ký tên là Toyokuni IV, và hiện nay được xác định là Toyokuni V.

## Gia đình
Theo bách khoa toàn thư Ukiyo-e vào cuối những năm 1980, trường Utagawa có 151 học viên, 147 nghệ sĩ đến từ Kuniyoshi và 173 người từ Kuniyoshi. Những người đã theo học tại trường Utagawa sẽ có cơ hội nhận cái tên Utagawa nếu kỹ năng của họ được chấp thuận. Người sư phụ sẽ trao cho họ Utagawa, và quyền sử dụng "Toshinomaru" - gia huy riêng của nhà Utagawa chỉ dành cho những học viên giỏi nhất. “Yearball” mang thiết kế tròn, là biểu tượng của gia đình Utagawa. Biểu tượng này rất dễ nhận biết, vì vậy mà những người mặc kimono kèm gia huy Utagawa sẽ được miễn vé vào nhà hát Edo trong khoảng thời gian này. Gia huy "Tatsunori no Maru" có cùng hình dạng nhưng với một dòng kẻ thêm vào, chỉ được sử dụng bởi bậc thầy Muneya và những người thợ của ông. Vị chủ nhân tiếp theo sẽ được quyết định tại một cuộc họp nội bộ lớn, Utagawa Ichimon. Qua đó, chủ nhân tiếp theo chủ yếu được quyết định bởi tính cách và kỹ năng Ukiyo-e của họ. Tuy nhiên, thứ hạng càng cao, họ càng có cơ hội được chọn. Việc trao lại gia huy trong nội bộ cũng tương tự như gia huy của Mạc phủ.

## Shita-e
Những bức vẽ Shita-e vẫn được sử dụng cho đến thời điểm hiện tại, bằng những bức phác thô và bức vẽ bút lông tinh tế hơn, trên các loại giấy khác nhau có chỉnh sửa kèm theo tùy thuộc vào họa sĩ. Hơn nữa, vì bản vẽ cuối cùng sẽ bị khắc đè lên, nên các bản khác còn sót lại sẽ chỉ bao gồm phác thảo hoặc là bản sao của bức shita-e cuối cùng. Hiện vẫn chưa rõ ai là người đã sản xuất ra bức shita-e cuối cùng, tuy nhiên những manh mối còn sót lại là loạt phác thảo và chỉnh sửa bằng mực đỏ. Vẫn còn nhiều nghiên cứu được thực hiện trong lĩnh vực này, trong đó có cả nguồn gốc của sự thành công to lớn mà trường Utagawa đạt được, cũng như về khả năng hỗ trợ rất nhiều nghệ sĩ thành lập xưởng in trong thế kỷ 19. Nghịch lý là khi tập trung đầu tư vào một số ít các nhà in lớn này, lại càng làm gia tăng vị trí và doanh số bán hàng của họ, và nhờ đó lại càng có nhiều hỗ trợ cho lớp học trò kế cận.